# Schmalspurbahn Ružomberok–Korytnica
| Kursbuchstrecke: | ČSD: 482 (1974)         |                                                                |                                                                |
| Streckenlänge: | 23,564 km               |                                                                |                                                                |
| Spurweite: | 760 mm (Bosnische Spur) |                                                                |                                                                |
| |                         |                                                                |                                                                |
| \| \| \| \| \| \| \| 0 \| Ružomberok früher Rózsahegy \| Ružomberok früher Rózsahegy \| \| \| \| Waag \| \| \| \| \| Gütergleis Fabrik \| \| \| \| \| Gütergleis \| \| \| \| \| Gütergleis Papierfabrik \| \| \| \| 3 \| Ružomberok továreň na cellulose früher Rózsahegyi cellulózgyár \| Ružomberok továreň na cellulose früher Rózsahegyi cellulózgyár \| \| \| \| Revúca \| \| \| \| \| Revúca \| \| \| \| 6 \| Biely Potok früher Fehérpatak \| Biely Potok früher Fehérpatak \| \| \| 8 \| Biely Potok papiereň früher Fehérpatak papírgyár \| Biely Potok papiereň früher Fehérpatak papírgyár \| \| \| \| Gütergleis Fabrik \| \| \| \| 12 \| Podsucha früher Somssichforrás mh. \| Podsucha früher Somssichforrás mh. \| \| \| \| Revúca \| \| \| \| 16 \| Osadnianská Píla früher Oszadafűrész \| Osadnianská Píla früher Oszadafűrész \| \| \| \| Revúca \| \| \| \| 17 \| Liptovská Osada früher Oszadafalu \| Liptovská Osada früher Oszadafalu \| \| \| 21 \| Patočiny früher Patocsinyvölgy \| Patočiny früher Patocsinyvölgy \| \| \| \| Korytnica \| \| \| \| 24 \| Korytnica kúpele früher Korytnicza fürdő \| Korytnica kúpele früher Korytnicza fürdő \| \| \| \| \| \| |                         |                                                                |                                                                |
| |                         |                                                                |                                                                |
| Kopfbahnhof Streckenanfang (Strecke außer Betrieb) | 0                       | Ružomberok früher Rózsahegy                                    | Ružomberok früher Rózsahegy                                    |
| Brücke über Wasserlauf (Strecke außer Betrieb) |                         | Waag                                                           | Waag                                                           |
| Abzweig geradeaus und nach links (Strecke außer Betrieb) |                         | Gütergleis Fabrik                                              | Gütergleis Fabrik                                              |
| Abzweig geradeaus und von rechts (Strecke außer Betrieb) |                         | Gütergleis                                                     | Gütergleis                                                     |
| Abzweig geradeaus und von links (Strecke außer Betrieb) |                         | Gütergleis Papierfabrik                                        | Gütergleis Papierfabrik                                        |
| Bahnhof (Strecke außer Betrieb) | 3                       | Ružomberok továreň na cellulose früher Rózsahegyi cellulózgyár | Ružomberok továreň na cellulose früher Rózsahegyi cellulózgyár |
| Brücke über Wasserlauf (Strecke außer Betrieb) |                         | Revúca                                                         | Revúca                                                         |
| Brücke über Wasserlauf (Strecke außer Betrieb) |                         | Revúca                                                         | Revúca                                                         |
| Haltepunkt / Haltestelle (Strecke außer Betrieb) | 6                       | Biely Potok früher Fehérpatak                                  | Biely Potok früher Fehérpatak                                  |
| Haltepunkt / Haltestelle (Strecke außer Betrieb) | 8                       | Biely Potok papiereň früher Fehérpatak papírgyár               | Biely Potok papiereň früher Fehérpatak papírgyár               |
| Abzweig geradeaus und nach rechts (Strecke außer Betrieb) |                         | Gütergleis Fabrik                                              | Gütergleis Fabrik                                              |
| Haltepunkt / Haltestelle (Strecke außer Betrieb) | 12                      | Podsucha früher Somssichforrás mh.                             | Podsucha früher Somssichforrás mh.                             |
| Brücke über Wasserlauf (Strecke außer Betrieb) |                         | Revúca                                                         | Revúca                                                         |
| Bahnhof (Strecke außer Betrieb) | 16                      | Osadnianská Píla früher Oszadafűrész                           | Osadnianská Píla früher Oszadafűrész                           |
| Brücke über Wasserlauf (Strecke außer Betrieb) |                         | Revúca                                                         | Revúca                                                         |
| Haltepunkt / Haltestelle (Strecke außer Betrieb) | 17                      | Liptovská Osada früher Oszadafalu                              | Liptovská Osada früher Oszadafalu                              |
| Haltepunkt / Haltestelle (Strecke außer Betrieb) | 21                      | Patočiny früher Patocsinyvölgy                                 | Patočiny früher Patocsinyvölgy                                 |
| Brücke über Wasserlauf (Strecke außer Betrieb) |                         | Korytnica                                                      | Korytnica                                                      |
| Kopfbahnhof Streckenende (Strecke außer Betrieb) | 24                      | Korytnica kúpele früher Korytnicza fürdő                       | Korytnica kúpele früher Korytnicza fürdő                       |
| |                         |                                                                |                                                                |

Die Schmalspurbahn Ružomberok–Korytnica war eine Schmalspurbahn in der bosnischen Spurweite von 760 mm in der Slowakei, die ursprünglich von der Rózsahegy–Korytniczai helyi érdekű vasút (R.K.V) erbaut und betrieben wurde. Die Strecke führte von Ružomberok durch das Revúca-Tal bis Korytnica in der Niederen Tatra und wurde 1974 eingestellt.

## Geschichte
Die 23,564 km lange Schmalspurbahn wurde am 5. Juni 1908 durch die Rózsahegy–Korytniczai helyi érdekű vasút (Lokalbahn Rosenberg–Korytnica) in Betrieb genommen. Ursprünglich war die Bahn als Verbindung von Ružomberok nach Banská Bystrica vorgesehen, realisiert wurde letztlich nur der Abschnitt bis zum Kurbad Korytnica. Den Betrieb führte die Kaschau-Oderberger Bahn Ks.Od. auf Rechnung der RKV. Am 1. Februar 1921 übernahmen die Tschechoslowakischen Staatsbahnen ČSD die Betriebsführung von der Ks.Od.
Neben dem Reiseverkehr nach dem Kurbad Korytnica diente die Strecke vor allem den Bedürfnissen der örtlichen Industrie und der Holzabfuhr aus den Wäldern der Niederen Tatra. Einige Betriebe besaßen auch Anschlussbahnen, wie zum Beispiel das Sägewerk in Liptovská Osada.
Mit dem Ausbau der parallelführenden Straße in den 60er Jahren war es möglich, zunächst den Güterverkehr auf die Straße zu verlagern. 1966 wurde der Güterverkehr auf der Strecke eingestellt.
Im Reisezugverkehr behielt die Strecke zunächst noch ihre Bedeutung, zumal dank staatlich gelenkter Verkehrspolitik zunächst nur wenig Busse parallel zur Bahn verkehrten. Auch im letzten Betriebsjahr 1974 wies der Sommerfahrplan immerhin noch neun tägliche Reisezugpaare auf, die mit zwei Zuggarnituren bewältigt wurden.
Am 28. September 1974 verkehrten die letzten Reisezüge. Danach wurde die Strecke stillgelegt und abgebaut. Die Trasse dient heute als Radweg.

## Fahrzeugeinsatz

### Lokomotiven
Die RKV erwarb von der Budapester Lokomotivfabrik MÁVAG drei Schmalspurlokomotiven des Typs 51, welche die Betriebsnummern 1–3 erhielten. Im Ersten Weltkrieg wurden die Lokomotiven von der k.u k. Heeresfeldbahn eingezogen und auf der Fleimstalbahn und der Grödner Bahn im Militärverkehr an der Dolomitenfront eingesetzt. Nach 1918 verblieben die Lokomotiven im nun italienischen Südtirol. Die Italienische Staatsbahn FS setzte die Lokomotiven später auf der Lokalbahn Mori–Arco–Riva im Trentino ein.
Vorübergehend wurde der Betrieb mit Lokomotiven aufrechterhalten, die von der in der heutigen Ukraine gelegenen Borzsatalbahn stammten. Später gelangten auch einige Lokomotiven der kkStB-Reihe U nach Ružomberok, die auf der Strecke als U 37.0 bis 1959 planmäßig eingesetzt wurden.
Ab den 50er Jahren setzte die ČSD Diesellokomotiven der Baureihe T 47.0 auf der Strecke ein. 1958 gelangten dafür die Lokomotiven T 47.018–021 von ČKD fabrikneu nach Ružomberok. 
Die U 37.006 (vorm. kkStB U 41) wurde vor dem Bahnhof von Ružomberok als Denkmallokomotive aufgestellt.

### Wagen
Im Jahr 1960 wurden verschiedene Güterwagen von der Schmalspurbahn Frýdlant v Čechách–Heřmanice nach Ružomberok umgesetzt. Vier offene Wagen erhielten moderne Personenwagenkästen und wurden fortan im Reiseverkehr verwendet. Im Jahr beschaffte die ČSD 1966 dann zehn neue Reisezugwagen der Bauart Balm/u.